# Colin Crorkin
Colin Wynn Crorkin OBE (* 31. Januar 1957 in Edinburgh) ist ein britischer Diplomat.

## Leben
Colin Crorkin trat 1975 in den Dienst des britischen auswärtigen Dienst, dem Foreign and Commonwealth Office (FCO), ein.
Als britischer Botschafter war er von April 2014 von der Regierung Cameron als Hochkommissar nach dem westafrikanischen Gambia entsandt worden, er löste David Morley ab. Seine Amtszeit in Gambia endete 2017. Sharon Wardle wurde im Juli 2017 sein Nachfolger in Gambia. Crorkin wurde anschließend als stellvertretender Hochkommissar nach Freetown (Sierra Leone) entsandt.

## Familie
Colin Crorkin ist der Sohn von Daniel und Elizabeth Crorkin. Er heiratete 1991 Joanne Lynn Finnamore. Aus der Ehe entstammen zwei Söhne und eine Tochter.

## Auszeichnungen und Ehrungen
- 1993: Member of the Order of the British Empire (MBE)[1]
- 2018: Officer of the Order of the British Empire (OBE)[1][6]